# Партийная система
Партийная система — система отношений соперничества и сотрудничества между политическими партиями в конкретном обществе (по уточнению некоторых исследователей, между легальными партиями).
Партийная система — это часть (подсистема) политической системы, которая в свою очередь является определенным единством политических институтов, политических норм, политического сознания (идеологии и психологии), политических отношений (режима функционирования, связей политических институтов между собой и с внешней средой политической системы), а в узком, чисто институциональном понимании — систему политических институтов, участвующих в осуществлении политической власти.

## Разновидности партийных систем
Разновидности партийных систем могут выделяться на базе различных критериев. Ниже обозначены теоретические подходы, которые могут применяться для создания более детальной типологии партийных систем, с обособлением общесистемных и чисто политических критериев классификации, а также выделением целого ряда конкретных критериев в пределах каждого из этих двух крупных блоков (групп) классификации.
Исходя из специфики общесистемных (то есть чисто системных, не политических) характеристик политических систем, могут быть предложены следующие группы классификаций этих систем:
- стабильные и нестабильные;
- способные сохранять целостность и распадающиеся;
- функционирующие в нормальных или чрезвычайных обстоятельствах;
- биполярные, многополярные и атомизированные;
- альтернативные (с определением принципа допустимости ротации, изменения властных партий) и безальтернативные;
- молодые и сформировавшиеся;
- партийные системы, находящиеся на этапе своего зарождения (т. н. период «протопартийности», то есть отсутствия партий как таковых, но возникновение двух или нескольких четко выраженных, но еще недостаточно структурированных, политических блоков, противостоящих друг другу), и партийные системы, которые находятся на стадии успешного развития или вошли в период своего упадка и саморазрушения;
- наднациональные, общенациональные, региональные и локальные (местные) партийные системы.

## Типологизация партийных систем
В основе типологизации партийных систем лежит применение «чисто политических» критериев. На этой теоретической базе могут быть предложены следующие группы классификации партийных систем:
- системы, в которых партии имеют собственно политический характер, и системы с преобладанием партий, которые по своей природе являются псевдополитическими и представляют собой построенные на семейных или земляческих принципах (кланы, клики, чисто ситуативные группировки «ad hoc» и др.);
- системы, играющие ведущую роль в формировании реальной политики государства и общества, и системы, которые играют второстепенную роль в политической системе (декоративность политических партий или их недоразвитость);
- системы с «вырезанием определенного сегмента политического спектра» (то есть с запретом партий определенных идеологических направлений) и либеральные (в сугубо политическом, не экономическом понимании этого термина) — без установления довольно строгих идеологических критериев для предоставления официального разрешения на функционирование конкретных политических партий;
- однопартийные, двухпартийные, многопартийные;
- революционные, реформаторско-стабилизационные, консервативные;
- плюралистические, ограниченно плюралистические и монолитические;
- националистические и поликультурные;
- религиозные и светские;
- марксистские, «национального» («арабского», «африканского» и тому подобное) социализма и несоциалистические;
- социалистические, капиталистические, феодальные, рабовладельческие (партийные системы доиндустриального, индустриального, постиндустриального и информационного общества).

Приведенный выше перечень возможных классификаций партийных систем не является исчерпывающим. Кроме того, надо отметить, что выше указаны только теоретически выделенные типы партийных систем, среди которых располагается много смешанных и промежуточных типов, которые соответствуют реалиям тех или иных стран.
Характеристика двухпартийной системы может даваться на основании:
- официального закрепления в конституционном законодательстве страны допустимости существования только двух политических партий и соответственно — запрет всех других партий, или
- признания факта преобладания в политической жизни конкретной страны двух партий, которые время от времени сменяют друг друга у власти (при этом законодательство страны может официально предоставлять этим двум традиционным партиям формально-юридические и фактические преимущества перед любыми третьими партиями, хотя и ограничивать общее количество легальных партий).

Если продолжить анализ партийных систем и обобщить и детализировать наиболее распространенную в современной политической литературе типологию партийных систем, в основе которой лежат два критерия — количество существующих партий и наличие принципа альтернативности (возможности ротации, смены правящих партий), то можно предложить такую комплексную классификацию партийных систем:
- Отсутствие партийной системы
- Однопартийные системы.
- Двухпартийные системы.
- Неальтернативные многопартийные системы
- Альтернативные системы
- Де-факто неальтернативные плюралистические партийные системы
- Двухблочные многопартийные системы
- Многополюсная система многопартийной раздробленности